# Consiliere filosofică
Consilierea filosofică reprezintă o modalitate de terapie prin dialog care are drept scop examinarea și clarificarea unor probleme care nu se încadrează în sfera patologicului, ci sunt legate de situații comune de viață, dileme morale, crize existențiale prin lipsa sensului sau scopului vieții, conflicte etice la locul de muncă, reconcilierea experienței prezente cu credințele anterioare, anxietate legată de schimbarea locului de muncă, confruntarea cu ideea morții proprii sau a celor apropiați și altele. Deși este o profesie relativ nouă, câștigă popularitate pe zi ce trece, dovedindu-se utilă mai ales persoanelor care au o capacitate ridicată de a reflecta atât asupra propriului comportament, cât și asupra problemelor cotidiene, dar și celor care nu contenesc să-și pună întrebări cu privire la tot ce-i înconjoară. Consilierea filosofică s-a dezvoltat în ultimii ani inclusiv în spațiul românesc, atât la nivel teoretic, cât și la nivel practic.

## Metode
Se cunosc cinci metode de angajare terapeutică a filosofiei.
1. Gândirea critică - testarea rezistenței argumentelor și a motivelor acceptării lor
2. Analiza conceptuală - modalitate de clarificare a sensului afirmațiilor făcute într-un context dat.
3. Fenomenologia - înțelegerea evenimentelor și obiectelor în termenii experienței noastre imediate a lor așa cum ne apar.
4. Experimentele de gândire - experimente mentale menite a fundamenta, consolida ori invalida anumite aspecte ale cunoașterii.
5. Gândirea creativă - un proces care face posibilă descoperirea celor mai bune soluții ale problemelor.

## Obiectivele consilierii filosofice
Ran Lahav declara în revista „Practical Philosophy” din martie 2001 că filosofia nu trebuie privită niciodată numai ca pe o modalitate de a produce satisfacție persoanei consiliate sau de a-i ușura suferința prin găsirea unei soluții viabile la problema care o frământă, ci și de a oferi o oportunitate acesteia de a-și lărgi orizontul cunoașterii prin confruntarea cu idei și credințe cât mai diferite de ale sale. În lumina acestor afirmații s-ar putea spune că unul dintre obiectivele principale ale consilierii filosofice nu ar fi putea fi decât căutarea și dobândirea înțelepciunii. 
Alte obiective: ajutarea clienților să gândească singuri propriile probleme, să-și aleagă drumul în viață, să-și găsească un scop și un sens, să-și clarifice perspectivele de viitor etc. 

## Tipuri de consiliere filosofică
1. Consiliere filosofică individuală - este ramura cea mai importantă și mai bine dezvoltată la ora actuală; se adresează persoanelor individuale cu diverse întrebări și probleme comune. Abordarea individuală se realizează în cinci pași, prezentați de filosoful Lou Marinoff în cartea „Înghite Platon, nu Prozac” sub acronimul PEACE: problema, emoția, analiza, contemplația și echilibrul.
2. Grupuri de dialoguri publice, formale sau informale. Grupurile informale se întâlnesc în cafenele filosofice într-un ritm stabilit de comun acord, de obicei lunar și tratează o varietate de subiecte de inters general, precum: fericirea, dragostea, bunăstarea, generozitatea, succesul ș.a.m.d. Grupurile formale formează grupuri de dialoguri socratice. Acestea se desfășoară mai eficient când sunt între cinci și zece participanți, pentru ca astfel este asigurat un climat optim al discuțiilor și rămâne timp suficient pentru intervenția fiecărui participant. Dacă se strâng mai mulți, există riscul ca unii  să rămână în afara discuțiilor. Dialogurile socratice se desfășoară după reguli bine stabilite și au scopul de a formula și rafina o definiție.
3. Consultanță organizațională - filosoful care profesează într-o instituție cu normă întreagă se ocupă de consilierea angajaților pentru a-i ajuta la rezolvarea unor probleme care interferează cu sarcinile de serviciu, organizează programe în vederea îmbunătățirii performanțelor lor și colaborează cu organele de conducere pentru stabilirea unui climat etic optim, dat fiind că există o corelație între climatul etic al unei organizații și funcționarea ei eficientă.